# Rögnvaldr Réttilbeini Haraldsson
Rögnvaldr Réttilbeini Haraldsson (in norvegese: Ragnvald Rettilbeine Haraldsson; dopo l'872 – Hadeland, ...) re di Ringerike, Hadeland e Toten.

## Biografia
Rögnvaldr Haraldsson detto Gamba Dritta (Réttilbeini) fu il quarto di figlio di re Harald I Bellachioma e Snæfrídr, figlia di Svási il Finnico. Nacque certamente dopo l'872, anno della battaglia di Hafrsfjord, sebbene la data e il luogo siano ignoti. Trascorse la giovinezza insieme ai fratelli nella casa del padre adottivo Þjóðólfr di Hvinir, a Kvinesdal, nell'Agder poi dimorò presso il padre.
In seguito alla morte della madre, di cui re Harald era follemente innamorato, fu allontanato insieme ai fratelli Sigurðr, Hálfdanr e Guðrøðr. Il sovrano riteneva infatti che la donna lo avesse ammaliato con le arti magiche distogliendolo dal governo del regno. La situazione migliorò grazie all'intermediazione del loro padre adottivo, Þjóðólfr di Hvinir, che lo convinse a riappacificarsi con i figli affermando che le colpe della madre non sarebbero dovute ricadere su di loro. Harald tuttavia volle che Rögnvaldr andasse ad abitare nell'Hadeland, Guðrøðr tornasse a dimorare con Þjóðólfr nell'Agder e Sigurðr e Hálfdanr stabilissero la propria dimora nel Ringerike. Una volta cresciuto, Rögnvaldr divenne un valoroso guerriero così come tutti i suoi fratelli.
Attorno al 900, quando re Harald aveva ormai all'incirca cinquant'anni, per cercare di placare le continue liti intestine tra i suoi figli e gli jarl, decise di accontentarli conferendo a molti di loro il titolo di re e divise il regno in vari potentati minori le cui rendite sarebbero spettate per metà a lui e per metà al sovrano locale, inoltre ai figli sarebbe stato concesso di sedere sotto il suo seggio ma sopra quello degli jarl. A Rögnvaldr toccarono i regni di Ringerike, Hadeland e Toten che divise insieme ai fratelli Sigurðr e Guðrøðr (Hálfdanr era già morto).
Una volta diventato re, Rögnvaldr apprese le arti magiche, forse il seiðr, provocando l'ira di suo padre, che disprezzava questo tipo di pratiche considerandole malvagie. Allora Harald, dopo aver ordinato a Vitgeirr, forse mentore del figlio, di cessare tali pratiche, fece venire il figlio prediletto Eiríkr Blódøx nell'Oppland e gli chiese di sbarazzarsi di Rögnvaldr. Eiríkr si recò nell'Hadeland e diede fuoco alla sala del fratello uccidendolo insieme ad altri ottanta maghi. Lasciò una moglie e un figlio maschio il cui nome non ci è pervenuto.